# Beta Sextantis
Beta Sextantis (β Sextantis, förkortat Beta Sex, β Sex), som är stjärnans Bayer-beteckning, är en ensam stjärna i den mellersta delen av stjärnbilden Sextanten. Den har en skenbar magnitud på +5,07 och är svagt synlig för blotta ögat där ljusföroreningar ej förekommer. Baserat på parallaxmätningar i Hipparcos-uppdraget på ca 8,1 mas beräknas den befinna sig på ca 400 ljusårs (124 parsek) avstånd från solen.

## Egenskaper
Beta Sextantis är en blå till vit stjärna i huvudserien av spektralklass B6 V, men kan enligt andra källor vara på väg att övergå till en underjättestjärna. Den har en radie som är drygt 3 gånger större än solens och utsänder ca 184 gånger mera energi än solen från dess fotosfär vid en effektiv temperatur på ca 14 600 K.
Beta Sextantis är en misstänkt roterande variabel av Alfa2 Canum Venaticorum-typ (ACV:). Den varierar i skenbar magnitud från +5,00 till +5,10 med en misstänkt period på 15,4 dygn. Denna långa period strider dock mot dess relativt höga projicerade rotationshastighet på 85 km/s, vilket ger förklaring till variansens oklarhet.